# Corydalus batesii
Corydalus batesii is een insect uit de familie Corydalidae, die tot de orde grootvleugeligen (Megaloptera) behoort. De soort komt voor in het noorden en midden van Zuid-Amerika.